# Église Santi Quirico e Giulitta
L'église Santi Quirico e Giulitta (en français : église Saints-Chirico-et-Juliette) est une église romaine située dans le rione de Monti sur la via Tor de’ Conti près du forum romain.

## Historique
Une première église paléochrétienne datant du VIe siècle est présente sur le site dont des restes ont été mis au jour lors de fouilles récentes. Elle était dédiée aux saints Stefano e Lorenzo et avait une orientation totalement inversée par rapport au présent bâtiment. La restructuration de l'église eut lieu à la fin du XVIe siècle avec sa réorientation selon le plan actuel et la conservation de son clocher. Les travaux sont complétés en 1584, et l'église prend son nom des martyrs du IVe siècle Chirico, âgé de trois ans, et à sa mère nommée Juliette. Au XVIIe siècle, l'église est élevée de 4 mètres sur ordre du pape Paul V à la suite d'inondations du Tibre. En 1728, l'architecte italien Filippo Raguzzini réalise la nouvelle façade visible de nos jours.
Le titre cardinalice Santi Quirico e Giulitta a été établi par le pape Sixte V en 1587.